# هومرویل (اوهایو)
هومرویل (به انگلیسی: Homerville) یک منطقهٔ مسکونی در ایالات متحده آمریکا است که در شهرستان مدینا، اوهایو واقع شده‌است.